# دودمان مینگ جنوبی
مینگ جنوبی (به چینی :南明؛ پین‌یین :)(۱۶۴۴–۱۶۶۲ میلادی) همچنین در تاریخ‌نگاری به‌عنوان مینگ متأخر (چینی ساده‌شده :后明؛ چینی سنتی :後明؛ پین‌یین: Hòu Míng) و رسماً مینگ عالی (به چینی:大明)سلسله ای بود که پس از فروپاشی دولت مینگ توسط شورشیان، بدست شاهزاده خونگ گوانگ تأسیس شد. این سلسله در مقابل حملات دودمان چینگ مقاومت کرد و تا ۱۶۶۲ میلادی به حیاتش ادامه داد.